# Claire Élisabeth de Rémusat

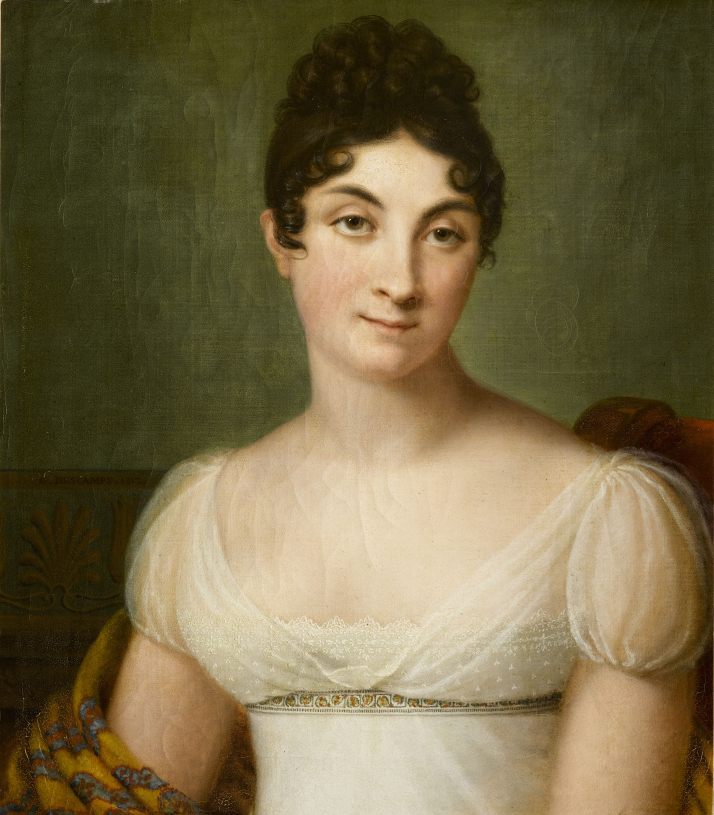
Madame de Rémusat, porträtterad av Guillaume Descamps, 1813.

Claire Élisabeth Jeanne de Rémusat allmänt känd som Madame de Rémusat, född Gravier de Vergennes den 5 januari 1780 i Paris, död där den 16 december 1821, var en fransk grevinna och författare. Hon var mor till Charles de Rémusat och farmor till Paul de Rémusat.
Claire Élisabeth de Vergennes var dotter till Charles Gravier de Vergennes (1751-1794) och Adélaïde de Bastard, och brorsdotter till Charles Gravier de Vergennes. Hennes far giljotinerades under skräckväldet. 
Hon gifte sig 1796 med greve Auguste Laurent de Rémusat (1762–1823), som sedermera blev kammarherre hos Napoleon I och prefekt. Hon var hovdam hos kejsarinnan Joséphine 1804-1809 och hade som dennas och drottning Hortenses förtrogna vän tillfälle att lära känna det kejserliga hovets hemligheter. Hon och hennes förlorade Napoleons förtroende 1812 och hamnade i onåd. Efter den bourbonska restaurationen 1815 följde hon sin make till Toulouse. Paret tilläts återvända till Paris 1817. 
Hennes efterlämnade arbete Essai sur l'éducation des femmes utgavs 1824 av hennes son. Av största vikt för det första kejsardömets historia är hennes Mémoires (1879; svensk översättning "Från Napoleons hof", 1897) och Lettres (1881), bägge samlingarna utgivna av hennes sonson.